# Friederike Mayröcker
Friederike Mayröcker (Wenen, 20 december 1924 – aldaar, 4 juni 2021) was een Oostenrijks dichteres. Ze werd gerekend tot de belangrijkste auteurs van haar generatie in de Duitstalige wereld en publiceerde poëzie, proza en hoorspelen van de jaren '50 tot aan haar dood op 4 juni 2021.